# Schmiedeberg-Plakette
A Schmiedeberg-Plakette é a mais alta condecoração da Deutsche Gesellschaft für Experimentelle und Klinische Pharmakologie und Toxikologie (DGPT), concedida por "desempenho científico excepcional nas áreas da farmacologia, farmacologia clínica e toxicologia". Denominada em homenagem a Oswald Schmiedeberg, que conjuntamente a seu professor acadêmico Rudolf Buchheim estabeleceu a farmacologia como ciência própria.
A concessão da condecoração ocorre sem um período fixo desde 1956.

## Laureados
- Wolfgang Heubner, Berlim (1956)
- Otto Loewi, Nova Iorque (1957) – Nobel de Medicina 1936
- Ernst Peter Pick, Nova Iorque (1957)
- Henry Dale, Londres (1962) – Nobel de Medicina 1936
- Corneille Heymans, Gent (1962) – Nobel de Medicina 1938
- Göran Liljestrand, Estocolmo (1962)
- Carl Frederic Schmidt, Filadélfia (1962)
- Peter Holtz, Frankfurt am Main (1964)
- Otto Krayer, Boston (1964)
- Otto Schaumann, Innsbruck (1965)
- Joshua Harold Burn, Oxford (1967)
- Ernest Basil Verney, Cambridge (1967)
- Ulf Svante von Euler, Estocolmo (1968) – Nobel de Medicina 1970
- Wilhelm Siegmund Feldberg, Londres (1968)
- Bernard Brodie, Bethesda (Maryland) (1969)
- Werner Schulemann, Bonn (1969)
- Hermann Blaschko, Oxford (1972)
- Edith Bülbring, Oxford (1974)
- Friedrich Hartmut Dost, Gießen (1974)
- Marthe Vogt, Cambridge (1974)
- Hans Walther Kosterlitz, Aberdeen (1976)
- Walther Wilbrandt, Bern (1977)
- Heinz Otto Schild, Londres (1977)
- Julius Axelrod, Bethesda (Maryland) (1978) – Nobel de Medicina 1970
- Everhardus Ariëns, Nijmegen (1980)
- Hans Herken, Berlim (1981)
- Gustav Kuschinsky, Mogúncia (1982)
- Herbert Remmer, Tübingen (1985)
- Albrecht Fleckenstein, Freiburg (1987)
- Harald Reuter, Bern (1987)
- Oleh Hornykiewicz, Viena (1994)
- Fred Lembeck, Graz (1995)
- Norbert Brock, Bielefeld (1995)
- Ullrich Trendelenburg, Tübingen (1998)
- Fritz Markwardt, Erfurt (2000)
- Ernst Mutschler, Frankfurt am Main (2002)
- Wulf Vater, Leverkusen (2002)
- Roman Muschaweck, Frankfurt am Main (2002)
- Michel F. Eichelbaum, Stuttgart e Tübingen (2008)
- Karl Walter Bock (2012)
- Karsten Schroer (2012)